# Aliabad-e Golbanu
Aliabad-e Golbanu (perski: علي ابادگل بانو) – wieś w Iranie, w ostanie Kermanszah. W 2006 roku miejscowość liczyła 40 mieszkańców w 9 rodzinach.